# Les Bons
Les Bons (prononcé en catalan : /ɫəz ˈβɔns/, et localement: /lez ˈβɔns/) est un village d'Andorre, situé dans la paroisse d'Encamp, qui comptait 1 095 habitants en 2021.
Le village abrite l'église Sant Romà classée bé d'interès cultural par l'État andorran.

## Toponymie
Le toponyme Les Bons provient de bony, terme catalan signifiant « bosse », et fréquemment utilisé pour décrire des verrous glaciaires. L'église Sant Romà de Les Bons ainsi que les fortifications attenantes se trouvent en effet sur un verrou rocheux au sein de la vallée glaciaire de la Valira d'Orient. Ce terme bony est lui même d'origine pré-romane, possiblement ibérique, dérivé d'une hypothétique racine *bunno (« protubérance »).

## Démographie
La population de Les Bons était estimée à 100 habitants en 1875.

### Époque contemporaine
| 1984 | 1985 | 1986 | 1987 | 1988 | 1989 | 1990 | 1991 | 1992 |
| ---- | ---- | ---- | ---- | ---- | ---- | ---- | ---- | ---- |
| 146  | 329  | 387  | 414  | 439  | 468  | 481  | 537  | 617  |

| 1993 | 1994 | 1995 | 1996 | 1997 | 1998 | 1999 | 2000 | 2001 |
| ---- | ---- | ---- | ---- | ---- | ---- | ---- | ---- | ---- |
| 677  | 754  | 692  | 747  | 804  | 887  | 952  | 948  | 985  |

| 2002 | 2003  | 2004  | 2005  | 2006  | 2007  | 2008  | 2009  | 2010  |
| ---- | ----- | ----- | ----- | ----- | ----- | ----- | ----- | ----- |
| 996  | 1 039 | 1 121 | 1 167 | 1 183 | 1 186 | 1 198 | 1 181 | 1 204 |

| 2011  | 2012  | 2013  | 2014  | 2015  | 2016  | 2017  | 2018  | 2019  |
| ----- | ----- | ----- | ----- | ----- | ----- | ----- | ----- | ----- |
| 1 198 | 1 082 | 1 088 | 1 095 | 1 039 | 1 042 | 1 078 | 1 087 | 1 070 |

| 2020  | 2021  | - | - | - | - | - | - | - |
| ----- | ----- | - | - | - | - | - | - | - |
| 1 088 | 1 095 | - | - | - | - | - | - | - |